# Alois Kracher
Alois Kracher (* 23. Februar 1959; † 5. Dezember 2007 in Illmitz, Burgenland, Österreich) war einer der erfolgreichsten Winzer Österreichs. Weltberühmt wurde „Luis“ durch seine edelsüßen Weine.

## Biografie
Kracher studierte zunächst Chemie und war als Chemiker in der Pharmabranche tätig. Von 1986 an war er für den Weinbaubetrieb der Familie in Illmitz, Burgenland, tätig. Sein erstes großes Aufsehen erregte er 1991 mit seinen Süßweinen. Seit 1994 erhielt er zahlreiche Preise für seine Weine und wurde sechsmal vom Wine Magazine zum Winemaker of the Year gewählt. Alleine in New York werden seine Süß- und Dessertweine in 400 Restaurants ausgeschenkt. Alois Kracher war der erste Österreicher, der von dem Weinkritiker Robert Parker 100 Punkte für seine Weine erhielt. Er wurde als „Leitfigur der österreichischen Weinwirtschaft“ bezeichnet.
Alois Kracher starb an den Folgen eines Pankreastumors. Er hinterlässt seine Frau, Michaela Kracher, und seinen Sohn Gerhard. Der 1981 geborene Gerhard Kracher, der seit seiner Jugend in die Arbeit des väterlichen Weinbaubetriebes eingebunden war, führt diesen fort.
Seine letzte Ruhestätte befindet sich auf dem Friedhof in Illmitz.

## Ehrungen und Auszeichnungen

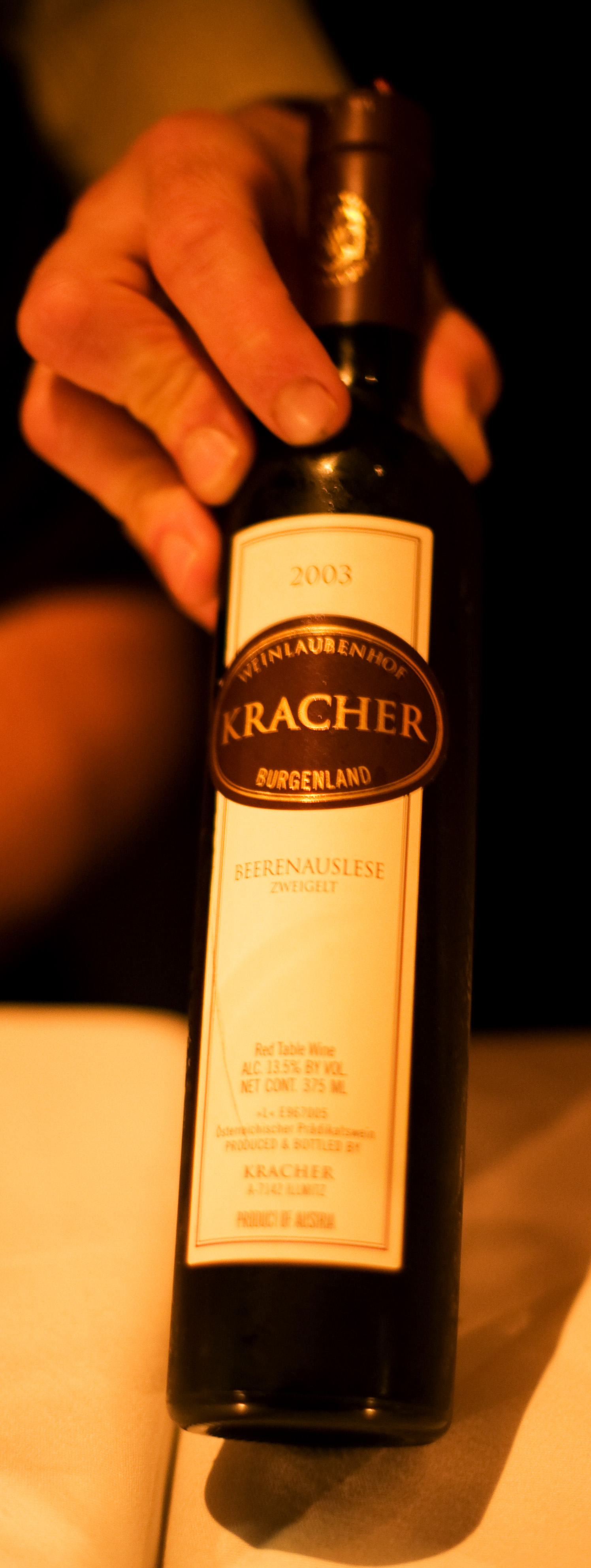
Kracher Zweigelt Beerenauslese, 2003

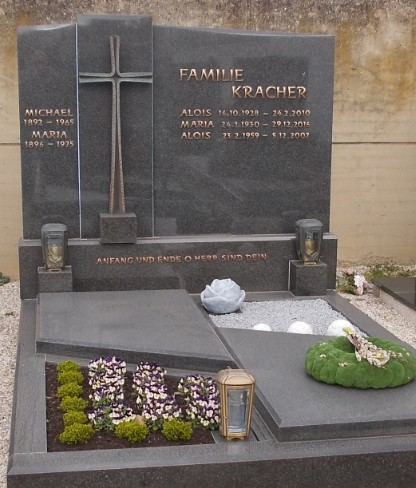
Grabstätte von Alois Kracher

- 1994, 1998, 2000, 2001, 2005, 2006
  - Winemaker of the Year bei der International Wine Challenge in London, verliehen vom Wine Magazine
- 1994
  - „White Wine Maker of the Year“
  - A la Carte Trophée Gourmet
  - „Winzer des Jahres“
- 1995
  - dreimal „Grand Prix d'Honneur“
  - zweimal „Grand Prix“
  - Wine & Spirits Magazine World Championship
  - Platinmedaille
  - „Austrian Dessert Wine Champion“ für Beerenauslese Grande Cuvée 1991
  - Vinexpo Bordeaux Juni 1995
  - „Grand Prix d'Honneur“ für Beerenauslese Grande Cuvée 1991
- 1996
  - dreimal „Grand Prix“
  - „Grand Prix d'Honneur“
  - Ehren-Trophée für die beste Kollektion des Jahres
  - Platz 1 der Gesamtwertung, Wochenmagazin News, „Die 100 besten Weingüter Österreichs '97“
- 1997
  - Late Harvest Wine Maker of the Year
  - Goldmedaille für Scheurebe TBA Zwischen den Seen 1995
  - Goldmedaille für Welschriesling Zwischen den Seen 1995
  - Collection des Jahres
  - fünfmal „Grand Prix d'Honneur“
  - Platz 1 der Gesamtwertung, Wochenmagazin News, „Die 100 besten Weingüter Österreichs '97“
- 1998
  - Late Harvest Wine Maker of the Year
- 1999
  - Grand Prix Degustation für die beste Kollektion des Jahres
- 2000
  - Sweet Wine Maker of the Year
- 2001
  - Sweet Wine Maker of the Year
  - Len Evans Award für konstante Höchstleistungen über einen Zeitraum von fünf Jahren
  - Goldmedaille für 1998 TBA No. 7 (Chardonnay/Welschriesling)
- 2002
  - Bestes Weingut Österreichs
- 2003
  - Winery of the Year, verliehen von Wine & Spirits
  - Best of the Best 2003 für 1999 Welschriesling TBA No 8, verliehen durch Robb Report Magazin
  - Vinaria Trophy 2003 für Süßweintrophy für die 2000er Chardonnay TBA No 7
- 2004
  - Bester Süßweinproduzent Österreichs
- 2005
  - Austrian Red Wine of the Year für Illmitz Zweigelt 2003
- 2006
  - Sweet Wine Maker of the Year
  - Len Evans Award für konstante Höchstleistungen über einen Zeitraum von fünf Jahren
  - Austrian Sweet Wine of the Year für 2002 Scheurebe TBA No 5